# Westkampfbahn
El Westkampfbahn es un estadio de fútbol en el Renania del Norte-Westfalia, Düren, con capacidad para 6,000 espectadores.

## Ubicación y comodidades
El estadio está ubicado en el suroeste de la ciudad de Düren en Mariaweilerstrasse al oeste de Rur. El Westkampfbahn ahora tiene una capacidad de hasta 6.000 espectadores. La tribuna principal es la tribuna de madera más antigua construida para el fútbol y que aún existe en Alemania. La tribuna tiene un techo a dos aguas, sobre ella Son unas 400 plazas cubiertas. La superficie de juego de césped natural estaba rodeada por una pista de atletismo con una superficie de ceniza. Esto se convirtió en 1922 para su uso como un radrennbahn sin pavimentar con curvas ligeramente peraltadas, pero después de la renovación y el rediseño del curso ya no existe en la actualidad.

## Historia
El Westkampfbahn fue inaugurado el 9 de agosto de 1914 por la asociación Germania Düren. El Finlandés lanzador de jabalina Juho Saaristo, que se había convertido en el 1912 campeón olímpico, iba a aparecer en la ceremonia de apertura. Dado que la Primera Guerra Mundial estalló unos días antes del evento, Saaristo tuvo que cancelar su participación. En 1927, Germania adquirió 25.000 metros cuadrados de terreno y siguió ampliando el estadio. En la reapertura el 1 de mayo de 1927, Germania Düren jugó un partido amistoso contra Schwarz-Weiß Essen frente a 2500 espectadores y perdió 4:7.
Germania se había asociado con sus rivales locales Dürener FC 03 para la expansión. Sin embargo, ambos clubes se habían adelantado económicamente. Para evitar la quiebra, se fusionaron el 8 de agosto de 1935 para formar SG Düren 99. Esto se jugó en el Stadion am Obertor antes de que fuera destruido durante los ataques aéreos en Düren el 16 de noviembre de 1944 y ocupado por el Ejército de los EE. UU.. Por lo tanto, el SG Düren 99 se trasladó a Westkampfbahn en 1946, que sufrió menos daños.
El récord de asistencia se estableció el 2 de agosto de 1954, cuando el SG Düren 99 jugó en la primera ronda de la DFB-Pokal frente a 15.000 espectadores, según otras fuentes. incluso 17.000 espectadores, contra el 1. FC Kaiserslautern para los nuevos campeones del mundo Fritz Walter, Ottmar Walter, Werner Kohlmeyer, Werner Liebrich y Horst Eckel  perdió 2:5. El estadio fue renovado en 2000 y 2001 antes de que SG Düren 99 se fusionara con GFC Düren 09 el 1 de abril de 2011 para convertirse en SG GFC Düren 99 fusionado.
En 2014, se renovó la tribuna principal, que estaba en peligro de derrumbarse, y el estadio se convirtió en una base de actuación de la Asociación Alemana de Fútbol. La juventud y la fundación deportiva de la Sparkasse Düren adquirió un sitio de aproximadamente 50 000 metros cuadrados el 2 de septiembre de 2019. En julio de 2020 , 1. FC Düren presentó planes para ampliar Westkampfbahn. El estadio se ampliará y modernizará sucesivamente para albergar a 12.000 personas. En 2021 se iniciaron las primeras medidas de reconversión. la tribuna se renovó nuevamente y se construyó una nueva ala social.
Debido al ascenso a la liga regional en el verano de 2022, se tuvieron que llevar a cabo más medidas de conversión. Para ello, la asociación solicitó a la ciudad de Düren una subvención de 300.000 euros. Sin embargo, esto fue rechazado porque estaba en el campo de los deportes competitivos. El club invirtió en un área de invitados separada a corto plazo para jugar ligas regionales en Westkampfbahn. Más renovaciones están por seguir. El Waldstadion en Wegberg está planeado como sede alternativa para la liga regional.
El 16 de mayo de 2023, la Asociación de Fútbol de Alemania Occidental anunció en un comunicado que el 1. FC Düren no recibiría una licencia de liga regional para la temporada 2023-24. Esto se justificó por el hecho de que Westkampfbahn no era adecuado para ligas regionales en términos de estándares mínimos de seguridad.